# Franciszek Stanisław Potocki
Franciszek Stanisław Józef Potocki herbu Pilawa (ur. 2 czerwca 1788 w Niemrowie, zm. 16 stycznia 1853 w Warszawie) – członek Rady Stanu Królestwa Kongresowego w 1830 roku, rzeczywisty radca stanu, Mistrz Obrzędów Dworu Jego Królewskiej i Cesarskiej Mości, prezes Komisji Wojewódzkiej Województwa Mazowieckiego Królestwa Kongresowego w 1834 roku, kawaler maltański (w zakonie po 1814 roku), kawaler Honoru i Dewocji w Wielkim Przeoracie Katolickim w Rosji.

## Życiorys
Syn Wincentego i Anny Mycielskiej. Oficer, prezes Heroldii, kolekcjoner. Otrzymał od cesarza Mikołaja I Romanowa 16/28 lipca 1838 tytuł dziedziczny hrabiego Królestwa Polskiego.
W 1809 nagrodzony francuskim krzyżem kawalerskim, a w 1820 krzyżem oficerskim Legii Honorowej, w 1822 krzyżem złotym Virtuti Militari. Odznaczony rosyjskimi orderami Orderem Orła Białego, Orderem św. Anny I klasy z koroną i św. Włodzimierza IV kl. Posiadał też kongresówkowy Znak Honorowy za 40 lat nieskazitelnej służby, a także Krzyż Maltański.
Miał dwie żony – pierwszą była księżniczka Sydonia Franciszka de Ligne (1786–1828), drugą Karolina Koffler (1812–1885), która po jego śmierci wyszła za Janusza Rostworowskiego.